# Symphoromyia trivittata
Symphoromyia trivittata är en tvåvingeart som beskrevs av Jacques-Marie-Frangile Bigot 1887. Symphoromyia trivittata ingår i släktet Symphoromyia och familjen snäppflugor.
Artens utbredningsområde är Kalifornien. Inga underarter finns listade i Catalogue of Life.